# 箱舟との遭遇
箱舟との遭遇（はこぶねとのそうぐう、Ark Encounter）とは、アメリカ合衆国ケンタッキー州北部グラント郡のウィリアムズタウン近郊にあるテーマパークである。2016年7月7日開館。旧約聖書の『創世記』に記されたノアの方舟をモチーフにしている。敷地内ではバベルの塔も再現される予定である。
敷地面積は300ヘクタールを超え、全長155メートル、幅26メートル、高さ16メートルの方舟が設置されている。全長以外はほぼ原典の記述に忠実で、内部も3層構造となっている。ノアの一族の生活を映像や模型で再現し、檻の中には動物たちの模型が並べられている。
州内の高い失業率に悩むケンタッキー州政府が雇用対策として、このテーマパーク建設にあたる税金を優遇する等して援助した。このことについて、州政府が特定宗教の施設を援助することは政教分離の原則に反するのではないか、という批判があがっている。実際、創造博物館を手掛けたキリスト教団体アンサーズ・イン・ジェネシス（答えは創世記に、Answers in Genesis）が企画を持ち込み1億ドルの寄付を集めて建設費を賄うなど、背景的にも宗教色が強い。